# Erbium
Erbium ist ein chemisches Element mit dem Elementsymbol Er und der Ordnungszahl 68. Im Periodensystem steht es in der Gruppe der Lanthanoide und zählt damit auch zu den Metallen der Seltenen Erden. Der Name leitet sich von der Grube Ytterby bei Stockholm ab, wie auch der von Ytterbium, Terbium und Yttrium.

## Geschichte
Die Entdeckung des Erbium begann 1843, als Carl Gustav Mosander Yttrium mittels fraktionierter Kristallisation genauer untersuchte und dabei feststellte, dass es aus drei verschiedenfarbenen Substanzen bestand. Für einen farblosen Niederschlag beließ er den Namen Yttrium, einen gelben nannte er Erbium, einen pinkfarbenen Terbium. Alle drei Namen beruhen auf dem Namen der Grube Ytterby, der Typlokalität von Gadolinit, dem ersten Erz, aus dem die Elemente gewonnen werden konnten. 1860 wiederholte Nils Johan Berlin diese Experimente, fand jedoch nur einen pinkfarbenen Niederschlag, der er -abweichend von Mosander- Erbium nannte und bestritt die Existenz des Terbiums. In weiteren Untersuchungen von Gadolinit und Samarskit durch Marc Delafontaine konnte die Existenz des Terbiums schließlich bestätigt werden, jedoch blieb es bei der Namensvertauschung gegenüber dem ursprünglichen Vorschlag von Mosander.
1878 untersuchten Marc Delafontaine und Per Teodor Cleve unabhängig voneinander Erbiumsalzlösungen spektroskopisch und entdeckten, dass es sich nicht um ein Element, sondern um eine weitere Mischung von Elementen handelt. Diese wurden neben Erbium Thulium und Holmium genannt. Aus dem Holmium wurde 1886 von Paul Émile Lecoq de Boisbaudran das Dysprosium isoliert. Auch das Ytterbium wurde 1878 bei Untersuchungen von Erbiumoxid durch Jean Charles Galissard de Marignac entdeckt.
Annähernd reines Erbium(III)-oxid wurde 1905 unabhängig voneinander durch Georges Urbain und Charles James dargestellt. Metallisches Erbium wurde erstmals 1936 von Wilhelm Klemm und Heinrich Bommer erhalten. Sie gewannen das Metall durch Reduktion von Erbium(III)-chlorid mit Kalium bei 250 °C. Weiterhin bestimmten sie die Kristallstruktur und die magnetischen Eigenschaften des Metalls.

## Vorkommen
Erbium ist ein seltenes Metall (3,5 ppm), das in der Natur nicht in reiner Form, sondern vor allem in dem Mineral Monazit vorkommt.

## Gewinnung und Darstellung
Nach einer aufwändigen Abtrennung der anderen Erbiumbegleiter wird das Oxid mit Fluorwasserstoff zum Erbiumfluorid umgesetzt. Anschließend wird mit Calcium unter Bildung von Calciumfluorid zum metallischen Erbium reduziert. Die Abtrennung verbleibender Calciumreste und Verunreinigungen erfolgt in einer zusätzlichen Umschmelzung im Vakuum.

## Eigenschaften

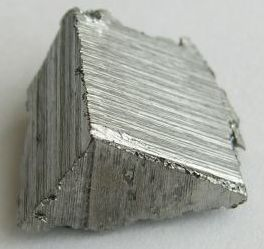
Kristallines Erbium

### Physikalische Eigenschaften
Das silberweiß glänzende Metall der Seltenen Erden ist schmiedbar, aber auch ziemlich spröde.

### Chemische Eigenschaften
In Luft läuft Erbium grau an, ist dann aber recht beständig. Bei höheren Temperaturen verbrennt es zum Sesquioxid Er2O3. Mit Wasser reagiert es unter Wasserstoffentwicklung zum Hydroxid. In Mineralsäuren löst es sich unter Bildung von Wasserstoff auf.
In seinen Verbindungen liegt es in der Oxidationsstufe +3 vor, die Er3+-Kationen bilden in Wasser rosafarbene Lösungen. Feste Salze sind ebenfalls rosa gefärbt.

## Verwendung
Erbium-dotierte Lichtwellenleiter werden für optische Verstärker verwendet, die in der Lage sind, ein Lichtsignal zu verstärken, ohne es zuvor in ein elektrisches Signal zu wandeln. Gold als Wirtsmaterial dotiert mit einigen hundert ppm Erbium wird als Sensormaterial magnetischer Kalorimeter zur hochauflösenden Teilchendetektion in der Physik und Technik verwendet.
Erbium wird neben anderen Selten-Erd-Elementen wie Neodym oder Holmium zur Dotierung von Laserkristallen in Festkörperlasern eingesetzt (Er:YAG-Laser, siehe auch Nd:YAG-Laser). Der Er:YAG-Laser wird hauptsächlich in der Humanmedizin eingesetzt. Er hat eine Wellenlänge von 2940 nm und damit eine extrem hohe Absorption im Gewebewasser von ca. 12000 pro cm. 
Als reiner Beta-Strahler wird 169Er in der Nuklearmedizin zur Therapie bei der Radiosynoviorthese eingesetzt.
Viele seiner Verbindungen, wie Erbiumchlorid, sind rosa gefärbt und werden deshalb in der Töpferei und Glasbläserei eingesetzt.

## Verbindungen
- Erbium(III)-oxid Er2O3
- Erbium(III)-fluorid ErF3
- Erbium(III)-chlorid ErCl3
- Erbium(III)-bromid ErBr3
- Erbium(III)-iodid ErI3
- Erbium(III)-sulfat Er2(SO4)3 · 8 H2O: rosafarbene Kristalle
- Erbium(III)-nitrat Er(NO3)3 · 5 H2O